# Режуха, Быстрик
Быстрик Режуха (словац. Bystrík Režucha; 14 января 1935, Братислава — 16 августа 2012) — словацкий дирижёр.

## Персона
Учился в Братиславе у Людовита Райтера, затем в 1951—1958 гг. в Лейпцигской Высшей школе музыки. С 1958 г. второй дирижёр Симфонического оркестра Чехословацкого радио в Братиславе. В 1968 г. возглавил новый Государственный филармонический оркестр Кошице и руководил им до 1981 г. (затем повторно в 1993—1995 гг.), провёл инаугурационный концерт фестиваля «Кошицкая музыкальная весна». В 1984—1989 гг. главный дирижёр Словацкого филармонического оркестра.
Последовательный пропагандист творчества национальных авторов, в 1970 г. удостоен премии Союза словацких композиторов. Со Словацким филармоническим записал, в частности, Первую и Восьмую симфонии Бетховена, Третью симфонию Камиля Сен-Санса (1985), Шестую симфонию Чайковского, Вторую симфонию Сибелиуса, фортепианные концерты Роберта Шумана и Эдварда Грига (солист Мариан Лапшанский) и Иоганнеса Брамса (солист Петер Топерчер) и др.
Дирижёр Быстрик Режуха являлся почётным президентом существующей в Словакии общественной организации Клуб Быстриков, объединяющей носителей этого имени, на правах старейшего Быстрика Словакии.